# Faleasi'u
Faleasi'u est une petite ville samoane.
Elle est située dans le district de A'ana et comptait 3 462 habitants en 2006 et se compose de cinq sous-villages pito nu'u : Safee, Sapulu, Lealalii, Moamoa, et Tauo'o.

## Géographie
Faleasi'u appartient à la circonscription électorale (district de Faipule) A'ana Alofi I circonscription électorale dans la circonscription politique d' A'ana  et comprend les cinq sous-villes ( pito nu'u ) : Safee , Sapulu , Lealalii , Moamoa et Tauo'o . À l'est se trouve le territoire d'Itumalo Tuamasaga avec la ville de Tufulele . À l'ouest, la route côtière (Main West Coast Road) continue jusqu'à Fasito'outa et Leulumoega (en). Depuis la côte, la colonie s'étend  à l'intérieur des terres jusqu'à la route d'Alafaʻalava , presque au centre de l'île ( Lepale ). Au large de la côte nord, un récif frangeant protège la ville des vagues.

## Climat
Le climat est tropical chaud, mais tempéré par des vents soufflant constamment. Comme d’autres endroits aux Samoa, Faleasiʻu est occasionnellement frappée par des cyclones . Selon le système Köppen-Geiger, Faleasiʻu est caractérisée par un climat tropical, (abrégé en Af).

## Culture
Il y a plusieurs églises dans le village : l'église méthodiste de Faleasiʻu-Tai , le CCCS de Faleasiu , la salle du Royaume des Témoins de Jéhovah .

## Personnalités
L'historien Teo Tuvale (en) (1855–1919) est né à Faleasi'u. Le père de Tuvale, Vaaelua Petaia (1822–1881), fut le premier pasteur du village et l'un des premiers chrétiens samoans convertis à la London Missionary Society , ainsi que l'un des premiers étudiants du Malua Theological College . Après la mort de Petaia en 1881, son fils Faletoʻese devint le deuxième pasteur du village.  Le père de Petaia était originaire de Lalomalava sur l'île de Savaiʻi .